# Giovanni Stefani
Giovanni Stefani (Magasa, 6 aprile 1797 – Parigi, 12 novembre 1880) è stato un presbitero, educatore e patriota italiano, agente diplomatico a Parigi del Governo Provvisorio Veneto.

## Biografia
Figlio primogenito di Giovanni Battista e Maria Corsetti di Turano, Giovanni Stefani compì i primi studi presso il seminario di Santa Giustina di Salò e poi presso quello vescovile di Trento. Nel 1817 frequentò l'università di Padova, ove fu condiscepolo del filosofo roveretano don Antonio Rosmini e di Niccolò Tommaseo, studente in legge, con i quali condivideva la stessa pensione,  laureandosi in filosofia e teologia nell'estate del 1820.
Intellettuale cattolico, strinse rapporti con Gino Capponi, Cesare Cantù, Vincenzo Gioberti, Giovan Pietro Vieusseux, Giuseppe Brunati, Andrea Mustoxidi e con i maggiori letterati italiani e francesi di quei tempi.
Ordinato sacerdote a Padova il giorno delle Pentecoste del 26 maggio 1820, fece parte della "Società degli Amici", un'associazione culturale-religiosa fondata a Rovereto dal Rosmini con l'intento di animare cristianamente la società e tra il 1820-'21 ritornò sul lago di Garda dedicandosi all'insegnamento di Umanità presso il Ginnasio di Santa Giustina di Salò. Il 29 novembre 1821 concorse per la cattedra di umanità dell'Imperiale regio ginnasio di Brescia, ma vi rinunciò per l'insegnamento di religione e lingua greca nel Collegio maschile di Sant'Afra a Brescia tra il 1822 e il 1823. Nel 1823 il vescovo di Brescia, Gabrio Maria Nava, gli offrì la scuola di religione per il corso filosofico del seminario e la sua segreteria personale.
Il Tommaseo lo definì "Figlio delle Oreadi che si specchiano nel Benaco, nato tra i poggi del Garda, bell'ingegno, un misto, anzi uno stillato, di bresciano e di veneto e di trentino; che, itosene in Portogallo, e quindi abbarbicandosi in Parigi, rimase perduto all'Italia e alle lettere; non alla virtù, né agli amici". Sempre il Tommaseo, illustre difensore della Repubblica di San Marco  nel 1849, esortò i Veneziani a serbare nella memoria il nome dello Stefani e nel 1852 gli dedicò il suo "Dizionario estetico" con la scritta: "All'abate Giovanni Stefani invia l'autore questa memoria nell'amicizia trentenne più cara a lui d'ogni lode e ricchezza".
Pigro di natura, così lo descrissero i suoi amici, e insofferente alla metodicità dell'insegnamento, nel 1825 fu assunto come istitutore di una nobile famiglia residente a Genova ma di origine portoghese, i marchesi di Nisa, per seguire la quale lasciò definitivamente l'Italia alla volta del Portogallo. Nel maggio del 1831, in seguito alla morte in carcere a Lisbona del Marchese, allo scatenarsi della guerra civile e alla conseguente persecuzione della nobiltà del paese, Giovanni Stefani riparò con la moglie e il figlioletto dell'aristocratico in Inghilterra e di lì a Parigi.

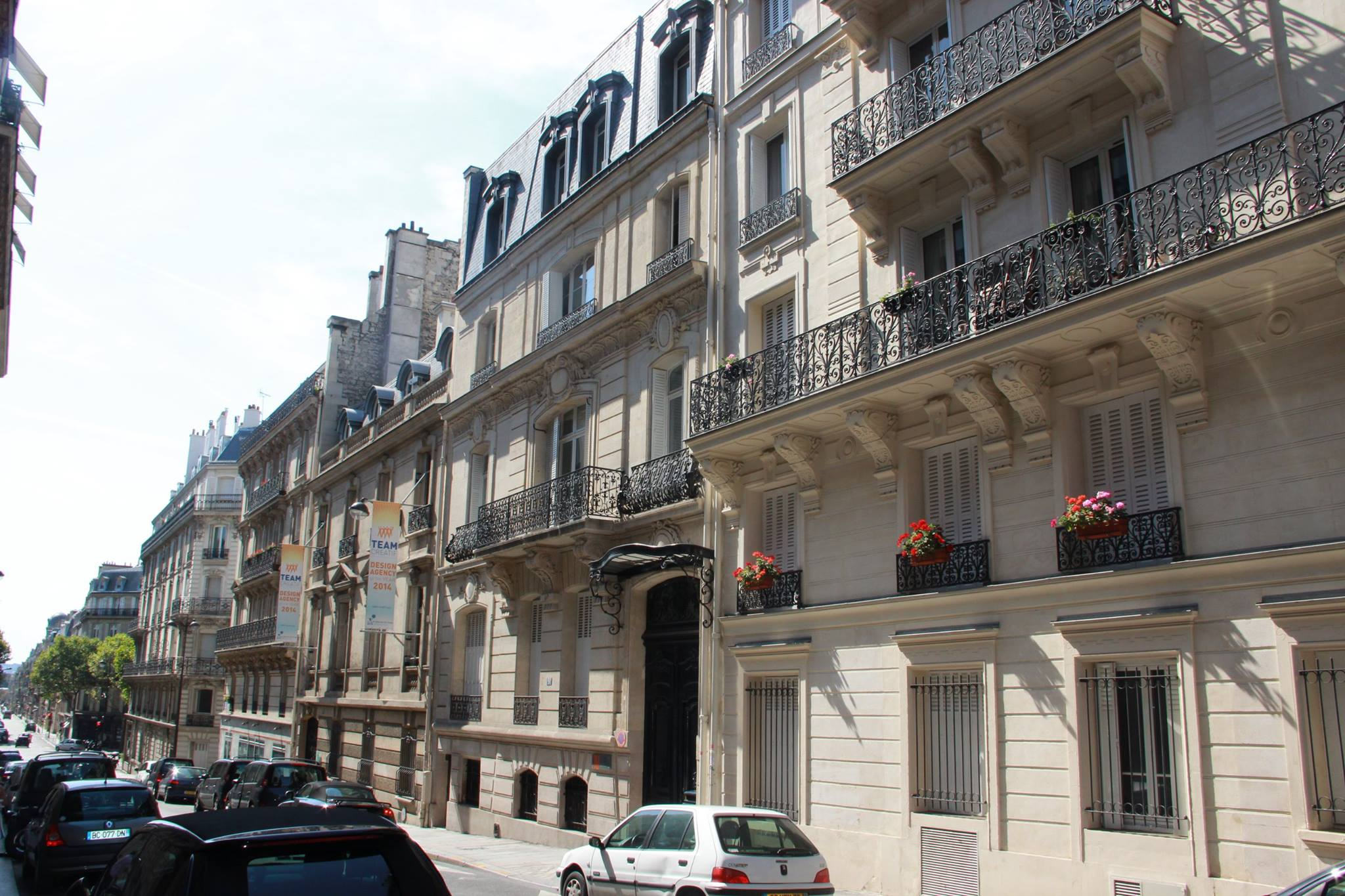
Parigi, Rue de Miromesnil, al numero civico 41 vi dimorò Stefani

Alternò periodi di permanenza in  Portogallo, a Lisbona, e, dopo la morte del suo allievo, in Francia, a Parigi, ove si stabilì dapprima in Rue Neuve des Augustins 15, definitivamente in Rue de Miromesnil nel 1841.
Durante il suo volontario esilio parigino aiutò economicamente i fuoriusciti italiani. Nel 1835 finanziò Nicolò Tommaseo con 500 franchi per la stampa del suo scritto "Dell'Italia" e nel 1843 fu il primo editore degli scritti dell'amico Alessandro Poerio che furono dati alle stampe con il titolo di "Alcune Liriche"; lo stesso Poerio nel 1835 aveva dedicato allo Stefani "L'Ode a G.S.", "in cui domina lo straripante amore per la patria lontana, nel succedersi delle stagioni, per le varie bellezze della natura e della patria abbandonata, capaci di trasformare i suoi funebri carmi, in cui lamentava le mute glorie e le età perdute, smarrendo nel dolore la propria voce, in un canto di speranza". Nel 1836 gli venne proposto di diventare cappellano dell'imperatrice consorte d'Austria, Maria Anna di Savoia, moglie di Ferdinando I d'Austria, ma rifiutò.
Frequentò intellettuali come Pier Silvestro Leopardi, Gaetano Cobianchi, Giovita Scalvini, Giovanni Berchet, Terenzio Mamiani, Giuseppe Massari e l'esule Vincenzo Gioberti che in una lettera del 1838  scrisse: "Io conosco qui un degno ed ottimo sacerdote italiano, amico intimo e compagno di scuola del nostro sommo filosofo italiano Antonio Rosmini...". Giovanni Stefani assistette Nicolò Tommaseo in qualità d'incaricato d'affari del Governo Provvisorio Veneto nella copiatura di tutti gli scritti da lui spediti alle potenze europee in favore di  Venezia, stretta sotto il dominio austriaco, durante il suo soggiorno a Parigi dal 1834 al 1837 e nel 1848 quando il Dalmata fu inviato nella capitale francese in missione diplomatica.
Le qualità umane e patriottiche dello Stefani giunsero a conoscenza anche di Giuseppe Mazzini nel suo esilio londinese che scrisse così in una missiva rispondendo ad un suo interlocutore: "Chi è lo Stefani che mi noti tra quei che salvano la patria mangiando a 13 franchi? Qui i preti della Cappella Sarda predicano dal pulpito contro la Scuola dichiarano che ricuseranno l'olio santo e non so che altro a quei che v'assistano. Alcuni hanno lasciato. Altri si sono aggiunti; la Scuola andrà bene ad ogni modo".
Intensa fu l'amicizia instaurata tra lo Stefani e il Rosmini che definiva un "modello dei veri amici, gigante in tutto". Il Rosmini stimava lo Stefani per bontà dell'animo e per l'ingegno: il 15 ottobre 1821 e nel 1824 gli indirizzava una lettera "Sul cristiano insegnamento" e a Lisbona gli spedì un saggio sull'"Unità dell'educazione", un trattato scritto appositamente per lui.
Nel 1848, a Parigi, durante i moti rivoluzionari contro la monarchia, "scese tra il fischiar delle palle a consolare della sua benedizione i morenti".
Morì a Parigi il 12 novembre 1880.